# Marthinus Wessel Pretorius
Pour les articles homonymes, voir Pretorius.
Marthinus Wessel Pretorius (né le 17 septembre 1819 à Graaff-Reinet, colonie du Cap et mort à Potchefstroom au Transvaal le 19 mai 1901) est un homme politique d'Afrique du Sud, dernier chef d'État de Potchefstroom entre 1853 et 1856, premier président de la république sud-africaine du Transvaal (South African Republic) de 1857 à 1860 puis de nouveau de 1864 à 1871, président de l'État libre d'Orange de 1859 à 1863 et cochef de l'État du Transvaal de 1880 à 1883 en tant que membre du triumvirat exécutif au côté de Paul Kruger et de Piet Joubert. Il est également le fondateur de Pretoria qu'il fait nommer en l'honneur de son père, le voortrekker Andries Pretorius.

## Origines
Né le 17 septembre 1819 à Graaff-Reinet, colonie du Cap, Marthinus Wessel Pretorius, est le fils ainé d'Andries Pretorius et de sa première épouse, Christina Petronella de Wit (1799-1848). Élevé avec ses 8 frères et sœurs dans une région frontalière de la colonie du Cap aux infrastructures sommaires, le jeune Marthinus Wessel Pretorius ne reçoit qu'une instruction élémentaire, cependant assez poussée, qui lui permet d'acquérir une maitrise supérieure de l'écriture et du langage par rapport à son milieu et à ses contemporains.

## Famille
Le 19 décembre 1841, il épouse une jeune veuve nommée Aletta Magdalena Smith (1818-1881). Le couple a huit enfants dont sept sont morts avant d'atteindre l'âge adulte : Aletta (1843-?), Andries (1848-1854), Nicolaas (1850-?), Marthina (1853-1856), Andries (1855-?), Marthina (1857-?) et Sophia (1858-?). Seule sa fille Christina Johanna Petronella (Chrissie) Pretorius (1846-1926) survit et lui donne des petits-enfants.
En 1888, 7 ans après le décès de son épouse, M.W. Pretorius épouse en secondes noces Maria Catharina Botha (1843-1889).
En 1890, de nouveau veuf, il épouse Elizabeth Johanna Susanna Germishuyzen (1827-1898).

## Le Grand Trek
Sa jeunesse se passe sans incident. Il quitte la colonie du Cap alors qu'il a 19 ans pour participer au Grand Trek et accompagner son père jusqu'au Natal. Il participe notamment à la bataille de Blood River en 1838 contre les Zoulous.
Pretorius s'installe sur une ferme située à une heure de cheval de Pietermaritzburg, la capitale du Natal. Il s'implique alors discrètement dans la vie politique et économique locale, notamment auprès de son père et suit les développements des relations tourmentés avec les zoulous et avec la Grande-Bretagne. Si les Pretorius restent au Natal après son annexion par les Britanniques en 1843, les tensions les amènent à quitter la région en 1847 et à franchir le fleuve Tugela. L'annexion de la région de la Transorangie par les Britanniques amènent les Pretorius à s'exiler plus au nord au Transvaal au début de l'année 1848. Ils s'établissent dans le Magaliesberg, à une vingtaine de miles à l'ouest de l'actuel Pretoria.

## Fondateur de Pretoria (1853-1855)

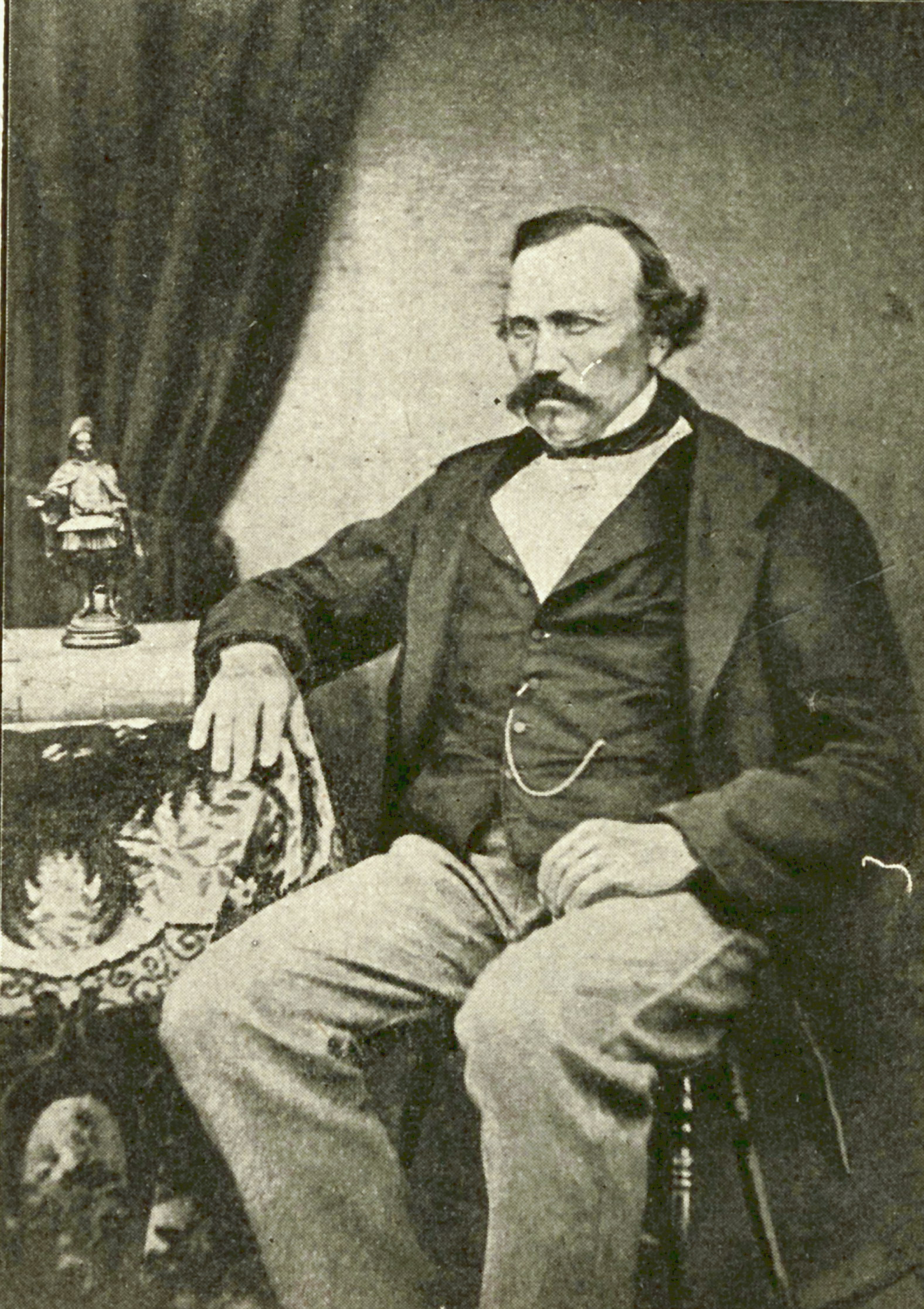
Marthinus Wessel Pretorius en 1855.

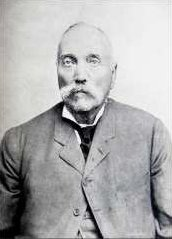
Marthinus Wessel Pretorius vers 1894.

En 1853, M. W. Pretorius succède à son père en tant que commandant-général des deux districts du Transvaal de Potchefstroom et Rustenburg.
En août 1853, il repère des terres fertiles à Elandspoort, la ferme d'Andries van der Walt, et décide d'y faire bâtir une nouvelle ville. Les premiers bâtiments élevés sont ceux d'une congrégation religieuse et le site est baptisé Pretoria-Philadelphia. Le 16 novembre 1855, il obtient des douze membres du Volksraad (le parlement boer), la reconnaissance de cette ville sous le nom abrégé de Pretoria, baptisée en l'honneur de son père. Elle devient la capitale officielle du Transvaal le 1er mai 1860.

## Un chef militaire (1855-1857)
En 1854, il conduit les représailles contre le chef tribal Makapan, auteur du massacre de 10 femmes et enfants boers, qui se termina par la mort de plus de 3 000 hommes de Makapan, tués ou morts de faim dans les grottes du Zoutpansberg.
En décembre 1856, les représentants des districts de Potchefstroom, Rustenburg et Pretoria approuvent une nouvelle constitution.

## Le président du Transvaal (1857-1871)
Le 6 janvier 1857, la république d'Afrique du Sud (Transvaal) est constituée et Pretorius formellement élu président bien que les Boers des districts de Lydenburg, Utrecht et Zoutpansberg refusent de reconnaître la nouvelle république.
Président du Transvaal, l'objectif de Pretorius est d'unir les deux républiques boers issues du traité de Sand River en un seul État boer, dirigé par un gouvernement central fort.
Aidé par l'active coopération du commandant Paul Kruger, il parvient à recevoir l'appui de nombreux boers de l'État libre d'Orange et en 1859 à s'en faire également élire président.

### L'Unification des républiques boers derrière un seul président (1860-1863)
Peu avant son investiture en février 1860 à la tête de l'État libre d'Orange, Pretorius réussit à pacifier et réunir les boers de Lydenburg à ceux des autres districts du Transvaal. L'anarchie n'en continue pas moins de régner dans les districts du transvaal soulevant les inquiétudes des boers de l'État libre.
Le 15 avril 1863, Pretorius se résout à démissionner de la présidence de l'État libre pour se consacrer aux conflits fratricides qui règnent au Transvaal.

### Le pacificateur du Transvaal
En janvier 1864, il parvient à imposer la paix civile et à se faire ré-élire à la tête pour la première fois d'un Transvaal uni.

### L'expansionnisme du Transvaal
Partisan de l'expansion des territoires boers, il tente en 1868 de faire annexer au Transvaal le Bechuanaland et d'autres territoires plus à l'est jusqu'à la baie de Delagoa.
En 1870, réélu encore une fois, il essaye de convaincre les chefs Bechuanas de demander leur rattachement au Transvaal pour éviter la mainmise britannique sur leur territoire, à une époque où plusieurs gisements de diamants sont découverts dans cette région. Pretorius échoua à convaincre les chefs tribaux et s'en remit unilatéralement à l'arbitrage du lieutenant-gouverneur du Natal lequel rejette les prétentions boers du Transvaal. En acceptant loyalement la décision, Pretorius soulève l'indignation de ses compatriotes.
En novembre 1871, le parlement du peuple (Volksraad) refuse de ratifier l'arbitrage intervenu poussant Pretorius à la démission de la présidence. Il est remplacé par le révérend Thomas François Burgers.

## Lapremière guerre des Boers(1877-1883)
À la suite de la première annexion britannique du Transvaal en 1877, Pretorius participe aux actions boers tendant à rétablir l'indépendance.
Arrêté en 1880, il refuse un siège au conseil exécutif du Transvaal mais accepte de promouvoir le principe d'un gouvernement autonome. En décembre 1880, il est chargé avec Paul Kruger et P. Joubert, de mettre en place un gouvernement. Signataire de la  convention de Pretoria, membre du Triumvirate, il attend l'élection de Kruger à la présidence en 1883 pour se retirer de la vie publique.
En 1887, c'est sur les terres de sa ferme de Paardekraal, rachetées par le gouvernement du Transvaal, qu'il fonde la ville minière de Krugersdorp, baptisée en hommage à Paul Kruger.

## Laseconde guerre des Boers
À la fin de sa vie, très critique de l'administration Kruger, Pretorius tente d'abréger la guerre des Boers en tentant des médiations avec Louis Botha et Lord Kitchener. Par une nuit glaciale de mai 1901, il est appréhendé par des soldats britanniques et interrogé durant deux heures dans le froid sous la véranda. Mal remis de cette expérience, Marthinus Wessel Pretorius, âgé de 81 ans, succombe quelques jours plus tard à Potchefstroom, Transvaal, le 19 mai 1901.

## Représentations artistiques et hommages
Plusieurs portraits de Pretorius le représentant à partir des années 1860 jusqu'à un âge avancé sont conservés dans les collections du conseil de ville de Pretoria, dans la collection SP Engelbrecht, dans les archives de l'église réformée hollandaise et dans les archives du Transvaal. Une peinture à l'huile de Pretorius devant le Volksraad est exposé sur les murs du Raadsaal de Pretoria ainsi qu'au musée national d'histoire culturelle de Pretoria. Un buste en bronze est également en possession de la municipalité de Pretoria.
En 1955, lors des célébrations du centenaire de Pretoria, une statue de Pretorius, œuvre de Coert Steynberg, est érigée devant l’hôtel de ville de Pretoria en son honneur.